# Boughton Malherbe
Boughton Malherbe (engelskt uttal: [ˈbɔːtən ˈmælərbi]) är en ort och civil parish i grevskapet Kent i sydöstra England. Orten ligger i distriktet Maidstone, cirka 13,5 kilometer sydost om Maidstone och cirka 14,5 kilometer nordväst om Ashford. Civil parishen hade 482 invånare vid folkräkningen år 2021.
I civil parishen ligger även orten Grafty Green.